# Uche Ikpeazu
Karl Anthony Uchechukwu Mubiru Ikpeazu, noto semplicemente come Uche Ikpeazu (Harrow, 28 febbraio 1995), è un calciatore ugandese con cittadinanza britannica, attaccante del St. Johnstone.

## Biografia
Ikpeazu è nato ad Harrow, un quartiere di Londra, da padre nigeriano e madre ugandese.

## Carriera
Ha giocato nella massima serie scozzese.
Nel 2020 si trasferisce in Inghilterra nel Wycombe, dove disputa una grande stagione condita da molti gol e assist, rivelandosi uno dei migliori della rosa. Nonostante ciò, il Wycombe retrocede. 
Nel luglio 2021 si trasferisce al Middlesbrough, in Championship, viste le buone prestazioni fatte nella stagione precedente.

## Statistiche

### Presenze e reti nei club
Statistiche aggiornate al 6 febbraio 2023.
| Stagione            | Squadra         | Campionato      | Campionato | Campionato | Coppe nazionali | Coppe nazionali | Coppe nazionali | Coppe continentali | Coppe continentali | Coppe continentali | Altre coppe | Altre coppe | Altre coppe | Totale | Totale |
| Stagione            | Squadra         | Comp            | Pres       | Reti       | Comp            | Pres            | Reti            | Comp               | Pres               | Reti               | Comp        | Pres        | Reti        | Pres   | Reti   |
| ------------------- | --------------- | --------------- | ---------- | ---------- | --------------- | --------------- | --------------- | ------------------ | ------------------ | ------------------ | ----------- | ----------- | ----------- | ------ | ------ |
| gen.-mag. 2014      | Crewe Alexandra | FL1             | 15         | 4          | FACup+CdL       | -               | -               |                    | -                  | -                  | FLT         | -           | -           | 15     | 4      |
| nov. 2014-gen. 2015 | Crewe Alexandra | FL1             | 8          | 2          | FACup+CdL       | -               | -               |                    | -                  | -                  | FLT         | -           | -           | 8      | 2      |
| gen.-mar. 2015      | Doncaster       | FL1             | 7          | 0          | FACup+CdL       | -               | -               |                    | -                  | -                  | FLT         | -           | -           | 7      | 0      |
| mar.-mag. 2015      | Crewe Alexandra | FL1             | 9          | 0          | FACup+CdL       | -               | -               |                    | -                  | -                  | FLT         | -           | -           | 9      | 0      |
| 2015-gen. 2016      | Port Vale       | FL1             | 21         | 5          | FACup+CdL       | 3+2             | 0               |                    | -                  | -                  | FLT         | 2           | 1           | 28     | 6      |
| gen.-mag. 2016      | Blackpool       | FL1             | 12         | 0          | FACup+CdL       | -               | -               |                    | -                  | -                  | FLT         | -           | -           | 12     | 0      |
| 2016-2017           | Cambridge Utd   | FL2             | 29         | 6          | FACup+CdL       | 4+0             | 1+0             |                    | -                  | -                  | FLT         | 3           | 1           | 36     | 8      |
| 2017-2018           | Cambridge Utd   | FL2             | 40         | 13         | FACup+CdL       | 2+1             | 0+1             |                    | -                  | -                  | FLT         | 1           | 0           | 44     | 14     |
| 2018-2019           | Hearts          | SP              | 17         | 3          | CS+CdL          | 5+4             | 2+3             |                    | -                  | -                  |             | -           | -           | 26     | 8      |
| 2019-2020           | Hearts          | SP              | 23         | 2          | CS+CdL          | 0+6             | 0               |                    | -                  | -                  |             | -           | -           | 29     | 2      |
| 2020-2021           | Wycombe         | FLC             | 31         | 6          | FACup+CdL       | 2+0             | 0               |                    | -                  | -                  |             | -           | -           | 33     | 6      |
| 2021-gen. 2022      | Middlesbrough   | FLC             | 20         | 2          | FACup+CdL       | 1+1             | 1+0             |                    | -                  | -                  |             | -           | -           | 22     | 3      |
| gen.-mag. 2022      | Cardiff City    | FLC             | 13         | 3          | FACup+CdL       | -               | -               |                    | -                  | -                  |             | -           | -           | 13     | 3      |
| 2022-2023           | Konyaspor       | SL              | 15         | 0          | CT              | 2               | 0               | UECL               | 0                  | 0                  |             | -           | -           | 17     | 0      |
| Totale carriera     | Totale carriera | Totale carriera | 260        | 46         |                 | 33              | 8               |                    | 0                  | 0                  |             | 6           | 2           | 299    | 56     |